# Heinz Hutsky
Heinz Hutsky (* 13. Mai 1916 in Zittau; † 19. Januar 1980) war ein deutscher Politiker (KPD/SED). Er war Zweiter Sekretär der Bezirksleitung und Vorsitzender der Bezirksparteikontrollkommission Dresden der SED.

## Leben
Hutsky, Sohn eines Schaftsteppers und einer Arbeiterin, besuchte von 1922 bis 1930 die Volksschule in Zittau. Anschließend absolvierte er von 1930 bis 1934 eine Lehre und war dann bis 1939 als Baumaler in Zittau und in Berlin tätig. Im November 1939 wurde er zum Kriegsdienst in die Wehrmacht eingezogen. Bis April 1945 war er – zuletzt als Obergefreiter – in einer Eisenbahnbaukompanie der Wehrmacht.
Von Mai bis August 1945 arbeitete er als Schaftstepper für die Rote Armee in Zittau. Im Juli 1945 trat er der KPD bei und wurde 1946 Mitglied der SED. Von August bis Dezember 1945 war er Instrukteur der Abteilung Agitation und Propaganda der Unterbezirksleitung Zittau der KPD, von September bis November 1945 besuchte er den ersten Lehrgang der Landesparteischule der KPD in Ottendorf. Von Dezember 1945 bis 1947 war er Sekretär für Organisation und Kader der Ortsgruppe Zittau der KPD bzw. der SED.  Von 1947 bis September 1948 war er Vorsitzender und Sekretär der SED-Stadtorganisation Zittau. Von September 1948 bis Dezember 1950 wirkte er als Organisationssekretär bzw. Sekretär für Wirtschaft und Kommunalpolitik des Kreisvorstandes bzw. der Kreisleitung Zittau der SED. Ab Januar 1951 nahm er am dritten Zweijahrlehrgang an der Parteihochschule „Karl Marx“ teil, wegen Krankheit musste er den Lehrgang im November des Jahres jedoch vorzeitig beenden. 
Von Dezember 1951 bis Januar 1952 war Hutsky Instrukteur für Kaderarbeit – Sektor Westdeutschland – der Landesleitung Sachsen der SED. Von Februar 1952 bis November 1953 war er nacheinander Kaderleiter, Kulturdirektor und Werkleiter des Materialamtes Pirna. Von Dezember 1953 bis Mai 1958 wirkte er als Sekretär für Wirtschaft (Nachfolger von Rudolf Rätzer), von Mai 1958 bis Januar 1960 als Zweiter Sekretär der Bezirksleitung Dresden der SED (Nachfolger von Johannes Bohn). Von 1958 bis 1963 war er Abgeordneter des Bezirkstages Dresden. 
Nachdem Hutsky „durch Krankheit und notwendige Kuraufenthalte“ längere Zeit als Zweiter Sekretär ausgefallen war und sich sein gesundheitlicher Zustand laut Ärzten zunächst kaum bessern würde, beschloss das Sekretariat des ZK am 7. März 1960, ihm eine leichtere und weniger verantwortungsvolle Tätigkeit zu übertragen: Hutsky war dann von Mai 1960 bis August 1962 als Direktor des VEB Waggonbau Görlitz tätig. Von August 1962 bis März 1963 war er Sekretär für Wirtschaftspolitik und dann von März 1963 bis März 1971 Erster Sekretär der SED-Kreisleitung Görlitz. Von März 1971 bis Januar 1980 fungierte er als Vorsitzender der Bezirksparteikontrollkommission Dresden. Gleichzeitig war er ab Februar 1974 Mitglied des Sekretariats der SED-Bezirksleitung.

## Auszeichnungen
- Verdienstmedaille der DDR (1959)
- Vaterländischer Verdienstorden in Gold (1976)